# Пулавская псалтырь
Пулавская псалтырь (пол. Psałterz Puławski) — польский перевод псалмов, сделанный в середине или конце XV века. Автор и точное время создания неизвестны.
Рукопись псалтыри хранится Музее Чарторыйских. Произведение написано на пергамене, украшено инициалами и цветной иллюстрацией Святой Троицы на последнем листе. Пулавская псалтырь, как указывает написанное на ней посвящение, в начале XVI века принадлежала семье Коморовских.
В Пулавской псалтыри использовался так называемый сложный тип графики — применяются диграфы, мягкость обозначается при помощи 'y' (nye, kamyen), но не вполне последовательно. В памятнике применяются два знака для обозначения носовых гласных.

## Издания Пулавской псалтыри
- Psałterz puławski. Z kodeksu pergaminowego Ks. Władysława Czartoryskiego, przedruk homograficzny wykonali Adam i Stanisław Pilińscy, Poznań (1880)
- Psałterz puławski. Wstęp. Tekst z rękopisu Muzeum Ks. Czartoryskich w Krakowie. Uwagi krytyczne i warianty Psałterza Floriańskiego, (oprac.) Stanisław Słoński, Warszawa (1916).